# Церковь Святого Николая во дворце генерал-губернатора
Церковь Святого Николая во дворце генерал - губернатора (укр. Церква святого Миколая в палаці генерал-губернатора)  — православный храм в Киеве, при дворце генерал-губернатора, построенный в 1863 году и разрушенный в 1920 году.

## История храма
В 1832 году было образовано Киевское генерал-губернаторство, в состав которого вошли Киевская, Волынская и Подольская губернии. Тогда же для резиденции генерал-губернатора графа Василия Левашова казна приобрела двухэтажный каменный дом, который содержался в Липках, на углу Институтской и Шелковичной улиц, и принадлежавший к тому времени полковнику А. Иванову.
В 1863 году киевский генерал-губернатор, генерал от инфантерии Николай Анненков устроил в нём на средства Министерства внутренних дел домовую церковь во имя святителя Николая. Освящение её, а одновременно и обновлённых покоев совершил 16 февраля преосвященный Серафим, епископ Чигиринский.
К храму вели ступени, украшенные тропическими растениями. Сам же он поражал посетителей своей роскошью, совмещённой с хорошим вкусом в оформлении. Красивыми выглядели иконостас с иконами в нём, сияющие золотом люстры и паникадила. Особое внимание обращал на себя образ св. Николая, окружённый ликами святых Веры, Михаила, Ольги, Елизаветы, Марии и Александры. Золотой киот для него изготовило на свои собственные средства Киевское городское общество. Во время пребывания в доме храм неоднократно посещали высокие гости генерал-губернатора, а именно императоры Николай i и Александр II, великий князь Николай Николаевич и другие.
Церковь была доступной для всех жителей Липок и играла роль центра общественной жизни и места собрание близких друзей, особенно перед большими праздниками. Кроме того, в ней отправлялись панихиды по умершим — 25 ноября 1865 года по Николаю Анненкову, 7 марта 1897 года — по графине М. И. Игнатьевой и др.
Своим указом от 30 сентября 1914 года император Николай II ликвидировал должность киевского генерал-губернатора. В дом последнего перебрался Киевский гражданский губернатор, который стал использовать домовой Николаевский храм для удовлетворения собственных духовных потребностей. Во времена правления Центральной Рады здесь содержалось до 29 апреля 1918 года её Министерство внутренних дел, а при Гетманате  —  личная резиденция Павла Скоропадского.
В сентябре 1919 года бывший генерал-губернаторский дом подвергся опустошению и затоплению большевиками. Выбросив на улицу престол, иконостас и иную церковную утварь, сотрудники ГубЧК оборудовали в бывшем храме комнату для проведения допросов, повесив на её стенах вместо икон плакаты и объявления. Не сохранился и сам дом киевских генерал-губернаторов на Институтской улице, 40. Он был разрушен в июне 1920 года мощным взрывом, а в 1925 году окончательно разобран. В настоящее время на месте данного исторического здания расположены жилые многоэтажные дома № 18 и № 20/8.